# Carlos Miguel Tavares de Oliveira
Carlos Miguel Tavares de Oliveira, meglio noto come Carlitos o Caló Oliveira (Almada, 9 marzo 1993), è un calciatore portoghese, attaccante del Gondomar.

## Carriera
Inizia a giocare a calcio nel 2002, all'AFD Torre, prima di passare a 10 anni nelle giovanili del Benfica, dove rimane fino al 2007. Nel 2007 Carlitos è aggregato all'Estoril Praia, mentre nel 2012 inizia la carriera da professionista al Sintrense.
Nel 2013, a 20 anni, firma per il Doxa Katōkopias, in prima divisione cipriota. Debutta con la nuova squadra il 1º settembre 2013, entrando nel secondo tempo della sfida casalinga vinta 2-0 contro il Nea Salamis. Il 26 gennaio 2014 segna il suo primo gol, la rete della bandiera dell'1-2 contro l'Apollōn Limassol. Per il 2014-2015 gioca in prestito all'AEL Limassol, mentre nella stagione successiva torna al Doxa, con cui segna otto reti in 31 partite.
Il 9 luglio 2016 si trasferisce ai campioni di Cipro dell'APOEL, sottoscrivendo un triennale ma due settimane dopo, il 28 luglio, viene ceduto all'Anorthōsis per 100.000 euro. Con la squadra di Famagosta gioca fino al 2018, collezionando 42 presenze e segnando in due occasioni.
Successivamente fa un'esperienza in Polonia (al Wisła Płock) e in Kazakistan (al Qaisar), prima di vestire per la terza volta la maglia del Doxa Katōkopias nel 2019.